# Fabriczy Kornél
Fabriczy Kornél (Lőcse, 1839. szeptember 3. – Németország, 1910. október 5.) vasúti mérnök, művészettörténész, a Magyar Tudományos Akadémia tagja.

## Pályája
Fabriczy Sámuel lőcsei ügyvédnek, az MTA tagjának fia. Apja és nagybátyja (Fabriczy János, Szepes megye főmérnöke) vezetése mellett gondos nevelésben részesült. Iskoláit 1850–1857 között Lőcsén végezte, utána a bécsi, a karlsruhei és a zürichi műegyetem hallgatója volt, de előszeretettel foglalkozott a művészettörténettel is. 1864-ben mint mérnöksegéd nagybátyja mellett a Szepességben, 1865–1867 között vasútépítéseknél Erdélyben és Württenbergben működött, 1868-tól pedig a Magyar Államvasutak (MÁV) szolgálatában állt. 1871–1873 között a gömöri vasutak kiépítésénél a felügyelőséget vezette; 1874–1876 között Budapesten, a központi igazgatóságnál töltött be fontosabb állásokat.
Művészettörténeti tanulmányok céljából 1876–1878-ban Olaszországban, főként Rómában és Nápolyban; 1878–1880-ban Párizsban és Londonban tartózkodott. Miután kilépett az állam szolgálatából, 1880 végén Stuttgartban telepedett le és ott feleségül vette Ziegler Zsófiát. Levéltári és könyvtári kutatómunkája eredményeként a művészettörténet több fontos kérdését tisztázta. Német, francia, olasz szaklapokban jelentek meg művészettörténeti cikkei, könyvismertetői, tanulmányai. Bár külföldön élt, a hazai tudományos, művészeti és kulturális életet is figyelemmel kísérte.
Vagyonából kétszázötvenezer koronát adományozott a Magyar Tudományos Akadémiának.

## Munkái
- Zur Kunstgeschichte der Hohenstaufenzeit Leipzig, 1879
- Il Libro di Antonio Billi e le sue copie nella biblioteca nazionale di Firenze Firenze, 1891. (Különnyomat az Archivo Storico Italianóból, melyben Vasarinak egyik főbb forrásának ő általa fölismert két kézirati másolatával foglalkozik.)
- Filippo Brunelleschi Sein Leben und seine Werke. Stuttgart, 1892. (Legfontosabb műve, melyről német és olasz szaklapokban elismerő bírálatok jelentek meg).
- Fabriczy Kornél kisebb dolgozatai. Ed. Rózsaffy Dezső, Budapest, 1915